# Колонна Дуррути
Колонна Дуррути (исп. Columna Durruti) — крупнейшее анархистское вооружённое формирование, существовавшее в годы гражданской войны в Испании и сражавшееся на стороне Второй Испанской Республики. Колонна уже за первые месяцы войны стала самым известным воинским формированием, сражавшимся против Франсиско Франко и его националистов, и получила статус символа испанского анархистского движения и его борьбы. В составе колонны сражались добровольцы из разных стран мира. С 28 апреля 1937 колонна в составе 26-й дивизии Народной республиканской армии. Названа в честь своего командира Буэнавентуры Дуррути.

## История

### Образование
Колонна была образована в Барселоне, где 18 июля 1936 анархисты вступили в бой против войск генерала Мануэля Годеда и подавили фашистский мятеж. Однако Правительство Испанской Республики не могло защитить город от сил наступающих испанских частей Франсиско Франко, и Барселона была беззащитной. В страхе перед наступлением националистов анархисты и коммунисты из Национальной конференции труда, а также Всеобщий союз трудящихся, Рабочая партия марксистского объединения и Объединённая социалистическая партия Каталонии создали гражданское ополчение, разделив захваченное в арсеналах оружие между всеми ополченцами (раздачей оружия и организацией отрядов милиции занимались младшие офицеры). Анархисты под командованием Буэнавентуры Дуррути, одного из главных лидеров Федерации анархистов Иберии, совершили успешное нападение на казармы Атрасанас-Драссанес. Позднее штаб-квартира колонны Дуррути была атакована в Бухаралосе, на полпути между Барселоной и Мадридом.
В колонне насчитывались как минимум три сотни иностранцев:
- сотня Себастьена Фора, состоявшая из французов и итальянцев (Саиль Мохамед, Жан Майоль, Марсель Монтагу, Симона Вейль, Жорж Соссенко);
- сотня Сакко и Ванцетти, состоявшая из американцев;
- сотня Эриха Мюзама, состоявшая из немцев.

### Продвижение
Освобождая Каталонию от франкистов, колонна Дуррути двинулась в сторону Сарагосы, которая была под контролем сил генерала Эмилио Молы. Первое сражение колонны с войсками Молы состоялось у Каспе, в 100 км к юго-востоку от Сарагосы. К анархистам примкнула группа ополченцев капитана Негрете из Гражданской гвардии. В колонне было 2500 человек на момент выхода Дуррути из Барселоны, а по прибытии в Сарагосу их число выросло до 6 тысяч (добровольцы из Каталонии и Арагона). Наступление остановилось перед самым городом, поскольку полковник Вильяльба, главнокомандующий республиканских вооружённых сил, предупредил Дуррути, что колонна может быть отрезана от остальной части республиканских сил. Современные историки не пришли к единой позиции по этому поводу: одни считают, что в открытом противостоянии недостаток оружия и припасов был серьёзной причиной, чтобы не идти на Сарагосу; другие же считают, что у республиканцев при численном превосходстве сорвалась отличная возможность нанести, вероятно, смертельный удар по позициям националистов. В Бухаралосе была создана временная штаб-квартира колонны, где Дуррути собирал все силы, чтобы нанести удар по Сарагосе, однако время работало против республиканцев, поскольку к тому моменту силы Франко стали достаточно большими, чтобы отстоять Сарагосу. Дальнейшие наступления были только по личной инициативе отдельных партизанских лидеров, а Дуррути занимался помощью в организации своей колонны.

### Смерть Дуррути
В начале ноября 1936 года Буэнавентура Дуррути повёл 3 тысячи человек из колонны (остальные остались на Арагонском фронте) прямо на Мадрид, который осаждался фашистами. По совету Федерики Монтсени Дуррути покинул Каталонию и прибыл в Мадрид, чтобы поддержать местных жителей и осаждённых. Он получил приказ обороняться, а затем перешёл в наступление у Каса-дель-Кампо. В уличных боях анархисты были достаточно эффективными, но против хорошо обученных частей, переброшенных из Марокко, они не могли сражаться в полную силу и не имели опыта такого противостояния. Потеряв больше половины людей, колонна отступила. 19 ноября Дуррути в одном из боёв был тяжело ранен и умер в больнице на следующий день. Обстоятельства смерти не установлены: в убийстве историки обвиняют как франкистов, так и неких советских агентов, убравших Дуррути как неугодного; некоторые считают, что Дуррути сам себя ранил по неосторожности. Колонну возглавил анархо-синдикалист Рикардо Санс в Мадриде, а на Арагонском фронте частью колонны стал командовать Лусио Руано.
Полковник Карлос Ромеро требовал смещения с должности командира Санса, которого обвинял в падении дисциплины в колонне (тот якобы жестоко обращался с солдатами, а в окопы к некоторым своим подчинённым даже приводил проституток), а также призвал вообще распустить колонну. В январе 1937 года новый руководитель колонны Хосе Мансана объявил о милитаризации колонны и её внедрении в 26-ю дивизию сухопутных войск Испанской Республики: это состоялось 28 апреля 1937. Все нерегулярные части стали преобразовываться в регулярные войска при помощи советских военных специалистов.

### Дальнейшая судьба
Многие из анархистов, служивших в колонне, были казнены или брошены в тюрьмы; уцелевшие же бежали во Францию, где их интернировали в лагеря. Те же, кто выжил в лагерях, после оккупации Франции немцами ушли в Движение Сопротивления. Были и те, кто бежал вообще в другие страны и остался там до конца своих дней: одним из них был Антонио Гарсия Барон, создавший отряд анархистов в джунглях Латинской Америки.
Бывшие республиканские бойцы были разочарованы тем, что после завершения Второй мировой войны никто из антигитлеровской коалиции не призывал свергнуть Франсиско Франко как одного из фактических союзников Гитлера и узурпатора власти. Не поддержали республиканцев ни Мексика, ни Франция, которые оказывали им помощь во время Гражданской войны. Ряд анархистов в итоге вступил в баскскую военизированную группировку ЭТА, которая начала борьбу как за независимость Страны Басков, так и за свержение Франсиско Франко.

## Коллективизация
Колонна Дуррути занялась коллективизацией сразу же после того, как покинула пределы Барселоны. Колонной были созданы достаточно много вольных коммун, занимавшихся коллективизацией, однако в самом начале процесса некоторых людей насильно включали в коллективы, и неоднократно происходили случаи насилия. Некоторых людей, не желавших вступать в коммуны, от расправы защищал лично Дуррути: у них оставалось достаточно земли, чтобы прокормить свои семьи, а их вступление в коммуны могло происходить по их желанию. Тем не менее, от частных землевладельцев ожидалась большая отдача в плане помощи республиканцам.

## Организация
20 июля 1936 Дуррути и другие анархисты (Хуан Гарсия Оливер и Диего Абад де Сантильян) приняли участие во встрече с президентом Каталонии Льюисом Кумпаньшом. На следующий день был образован Центральный комитет Антифашистского ополчения из нескольких левых организаций. Несмотря на своё большинство по численности, анархисты заняли всего одну треть из мест в ЦК. Комитет отвечал за снабжение ополчения и координацию действий групп ополченцев. Позднее в нём ведущую роль стали играть коммунисты.
Колонна Дуррути стала первой анархистской военизированной организацией с дисциплиной, основанной на солидарности, иерархии и конкретной целенаправленности приказов (атаковать именно конкретные точки), а не на каких-то привилегиях. Военным советником в колонне был капитан Энрике Перес Фарарс. Поскольку в колонне не хватало оружия, она придерживалась тактики «булавочных уколов» (или партизанских действий), избегая открытых столкновений.
В Бухаралосе, штаб-квартире военного комитета, находились полевой госпиталь, мастерская по ремонту техники и склад с продовольствием.

## В культуре
- Воспоминания о своём участии в гражданской войне и борьбе в составе колонны Дуррути описала философ Симона Вейль в книге «Исторические и политические записки» (фр. Écrits historiques et politiques).
- Британская группа The Durutti Column взяла название в честь колонны Дурутти, за исключением написания двойной «t» в названии вместо двойной «r».